# Cservényi Alajos
Cservényi Alajos (Brezánfalva, Nyitra vármegye, 1790. március 28. – Korpona, 1853. november 22.) piarista rendi tanár, költő.

## Élete
1808. október 9-én lépett a rendbe s 1816. június 23-án misés pappá szentelték föl. 1809–1811 között Privigyén tanított, 1812–1813 között Podolinban, 1814-ben Rózsahegyen. 1815–1816 Vácon filozófiát tanult, 1817–1818 között teológiát Nyitrán és Szentgyörgyön. 1819–1821-ben Kalocsán grammatikát tanított, 1822-ben Debrecenben retorikát; 1823-ban Újhelyen, 1824-ben Nagykárolyban ugyanazt, 1825–1831-ig Besztercén humaniórákat.
1832-ben Kolozsvárt a jogászok és bölcselettanulók convictusában felügyelő. 1834–1836 között ugyanott a retorika tanára volt. 1835-ben Nagykárolyban költészetet tanított, 1836–1838-ig Máramarosszigeten és 1839–1842 között Vácon ugyanazt és 1842–1847-ig a rendi növendékeknél filológiát és esztétikát, 1847–1848-ban Nagybecskereken poézist, 1849–1850-ben Vácon ugyanazt és a latin nyelvet az új tanrendszerben. Mint a rendház helyettes főnöke halt meg.

## Művei
- Bucolicon in auspicatissimum adventum Daphnidis… Joannis Bapt. Grosser, praepositi per Hungariam et Transsilvaniam clericorum regularium scholarum piarum provincialis, a rhetoribus gymnasii Claudiopolitani productum et oblatum anno 1834. Claudiopoli
- Ode honoribus patris Joannis Bapt. Grosser… dum canonicae visitationis causa in collegium Claudiopolitanum veniret, in observantiae testimonium oblata 1834. Uo.
- Elegia honoribus adm. rev. patris Bapt. Grosser praepositi… dum festum nominis sui felix recoleret, in grati animi testimonium anno 1835. devotissime dicata. Nagy-Karolini
- Ode Honoribus adm. rev…. patris Joannis Bapt. Grosser S. Piarum praepositi provincialis, dum festum nominis sui felix recoleret in tesseram sincere pietatis nomine collegii Vaciensis 1839 oblata

Latin beszédeinek, melyeket a gymnasiumi felsőbb két osztály növendékeihez tartott, kiadására előfizetést hirdetett, de azok kinyomatásában megakadályozta őt halála.